# Fred Lasswell
Fred Lasswell (* 25. Juli 1916 in Kennett, Missouri; † 3. März 2001 in Tampa, Florida) war ein US-amerikanischer Comiczeichner.

## Leben und Werk
Lasswell startete bei der Tageszeitung Tampa Daily Times als Sport-Cartoonist. Barney Google-Zeichner Billy DeBeck entdeckte den damals 17-jährigen Mann und heuerte ihn als Assistenten an. Für die nächsten Jahre arbeiteten sie eng zusammen. Um 1934 kam eine neue Figur in das Barney Google-Universum: Snuffy Smith. Nach DeBecks Tod im Jahre 1942 übernahm Lasswell die Arbeit an dem Comic Barney Google and Snuffy Smith. Lasswell brachte neue Charaktere in die Serie und legte den Fokus immer mehr in Richtung des Hintlerwäldlers Snuffy Smith.
Lasswell, der Vater dreier Söhne und einer Tochter war, lebte für viele Jahre in Tampa. Im Jahr 1963 erhielt er für Barney Google den Reuben Award.